# Gaugeac
Gaugeac település Franciaországban, Dordogne megyében. Lakosainak száma 107 fő (2022. január 1.). Gaugeac Marsalès, Biron, Capdrot, Monpazier, Soulaures, Vergt-de-Biron, Parranquet és Saint-Cassien községekkel határos.

## Népesség
A település népességének változása:
| Lakosok száma | 125  | 121  | 123  | 115  | 118  | 119  | 112  | 109  | 108  | 107  |
|               | 1968 | 1982 | 1990 | 2006 | 2013 | 2015 | 2017 | 2019 | 2020 | 2022 |